# Le Christ sur le lac de Génésareth
Le Christ sur le lac de Génésareth est un tableau réalisé par le peintre français Eugène Delacroix en 1854. Cette huile sur toile est une peinture chrétienne qui illustre un passage du Nouveau Testament. Elle représente Jésus-Christ endormi dans une embarcation sur le lac de Tibériade, pendant une tempête. Acquise par William Thompson Walters en 1889, l'œuvre est conservée au Walters Art Museum, à Baltimore, dans le Maryland, aux États-Unis. D'autres variations de l'artiste sur le même thème existent par ailleurs de par le monde, notamment au Metropolitan Museum of Art, à New York, dans l'État de New York.

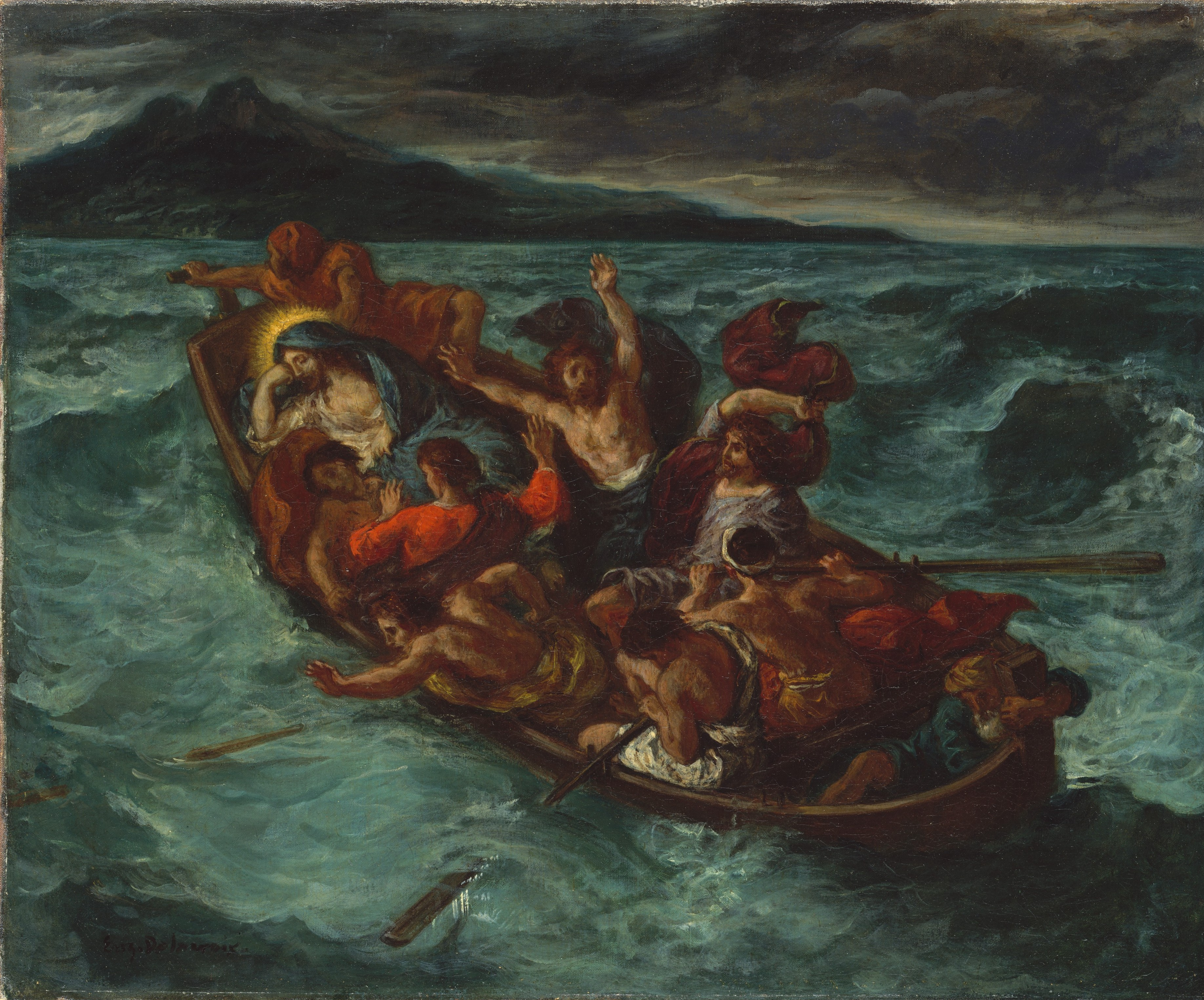
Le Christ endormi pendant la tempête, vers 1853 – Metropolitan Museum of Art, New York.